# Lista orașelor din Uganda
Aceasta este lista orașelor din Uganda.

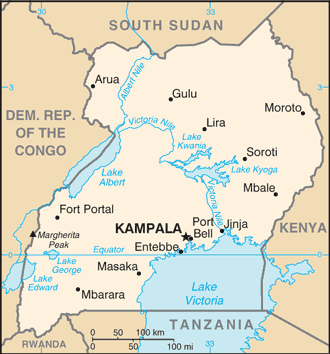
Harta Ugandei

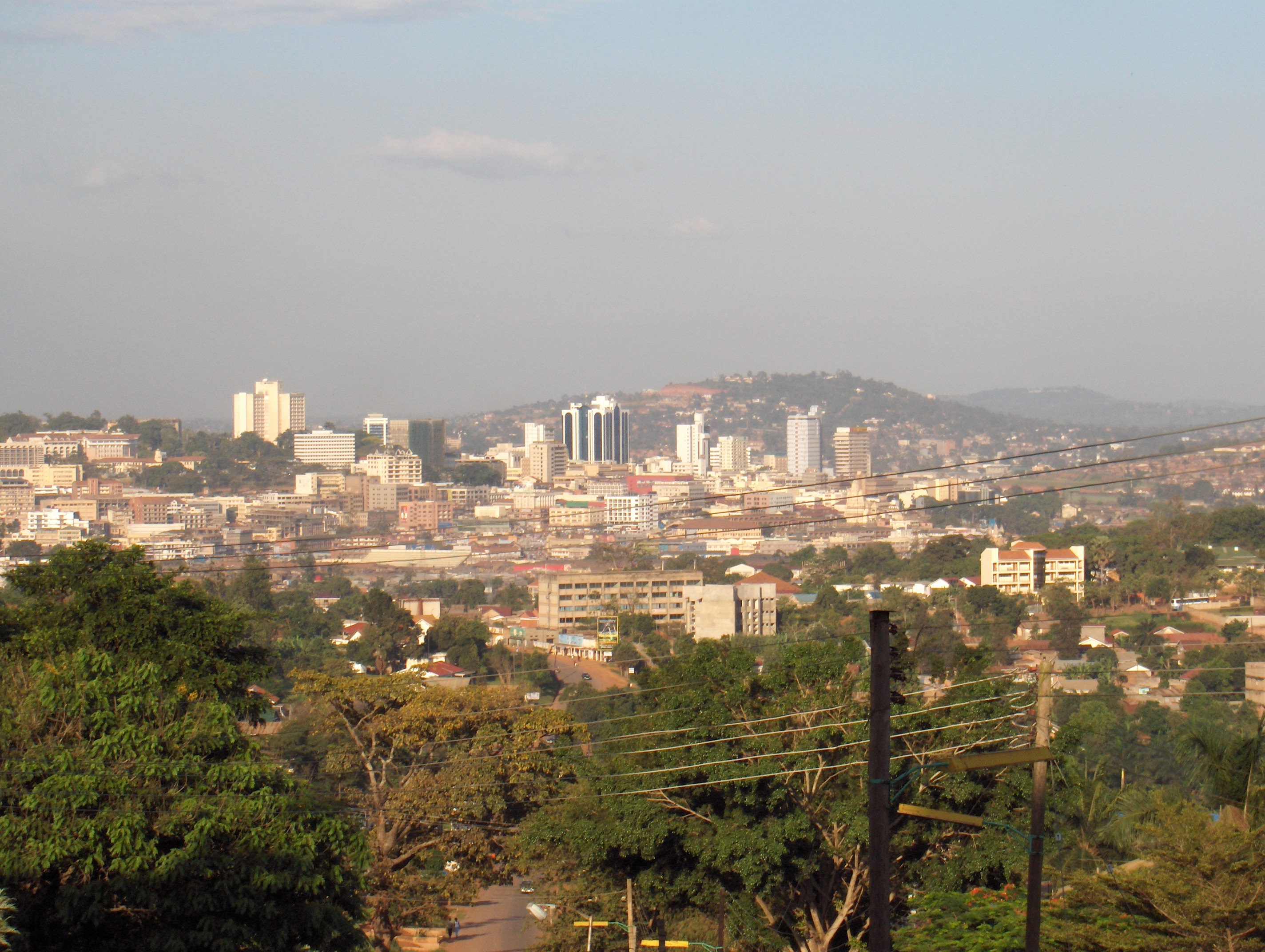
Kampala, capitala Ugandei

| 1. Alebtong - 15.100 2. Abim - 16.000 3. Adjumani - 34.700 4. Amolatar - 14.800 5. Amuria - 5.400 6. Amuru 7. Apac - 13.700 8. Arua - 59.400 9. Bombo - 21.000 10. Budaka - 21.700 11. Bugembe - 33.100 12. Bugiri - 25.900 13. Bukedea - 36.700 14. Buliisa - 28.100 15. Buikwe 16. Bundibugyo - 21.600 17. Busembatya - 15.700 18. Bushenyi - 26.800 19. Busia - 47.100 20. Busolwe - 8.500 21. Butaleja - 5.700 22. Buwenge - 18.200 23. Dokolo - 18.100 24. Entebbe - 79.700 25. Fort Portal - 47.100 26. Gulu - 154.300 27. Hima - 29.700 28. Hoima - 42.600 29. Ibanda - 28.500 30. Iganga - 53.700 31. Isingiro - 22.000 32. Jinja - 89.700 33. Kaabong - 23.900 34. Kabale - 44.600 35. Kaberamaido - 3.400 36. Kabwohe - 18.400 37. Kagadi - 21.600 38. Kakinga - 21.900 39. Kakiri - 6.000 40. Kalangala - 5.200 41. Kaliro - 13.700 42. Kalisizo - 32.700 43. Kalongo - 15.000 44. Kalungu - 45. Kampala* - 1.659.600 46. Kamuli - 15.200 47. Kanoni - 48. Kamwenge - 16.300 49. Kanungu - 15.600 50. Kapchorwa - 12.900 51. Kasese - 74.300 52. Katakwi - 8.400 53. Kayunga - 23.600 54. Kibaale - 7.600 55. Kiboga - 17.400 56. Kihiihi -19.200 57. Kira - 179.800 58. Kiruhura - 14.000 | 1. Kiryandongo - 2. Kisoro - 12.900 3. Kitgum - 59.700 4. Koboko - 51.000 5. Kotido - 22.900 6. Kumi - 13.000 7. Kyenjojo - 20.900 8. Kyotera - 9.000 9. Lira - 108.600 10. Lugazi - 35.500 11. Lukaya - 15.500 12. Luweero - 29.500 13. Lwakhakha - 10.700 14. Lwengo - 15. Lyantonde - 8.900 16. Malaba - 9.500 17. Manafwa - 15.800 18. Masaka - 74.100 19. Masindi - 45.400 20. Masindi Port - 7.800 ('06) 21. Matugga - 15.000 ('10) 22. Mayuge - 11.900 23. Mbale - 91.800 24. Mbarara - 83.700 25. Mitooma - 26. Mityana - 39.300 27. Mpigi - 38.800 28. Mpondwe - 16.700 29. Moroto - 12.300 30. Moyo - 23.700 31. Mubende - 22.200 32. Mukono - 59.000 33. Mutukula - 15.000 ('09) 34. Nagongera - 11.800 35. Nakaseke - 2.200 36. Nakasongola - 7.800 37. Nakapiripirit - 2.800 38. Namutumba - 10.600 39. Nansana - 89.900 40. Nebbi - 28.800 41. Ngora - 9.200 ('04) 42. Njeru - 64.900 43. Nkokonjeru - 14.000 44. Ntungamo - 16.400 45. Oyam - 14.500 46. Pader - 13.500 47. Paidha - 30.500 48. Pakwach - 22.300 49. Pallisa - 32.300 50. Rakai - 7.000 51. Rukungiri - 14.700 52. Sembabule - 4.800 53. Sironko - 14.100 54. Soroti - 66.000 55. Tororo - 43.700 56. Wakiso - 21.200 57. Wobulenzi - 23.700 58. Yumbe - 30.800 |  |

  * Capitală